# Gare d'Aléria
La gare d'Aléria, est une ancienne gare ferroviaire française, située a Aléria, commune du département de la Haute-Corse, en région Corse.